# Zorascar pasunepipe
Espèce
Zorascar pasunepipe est une espèce d'araignées aranéomorphes de la famille des Udubidae.

## Distribution
Cette espèce est endémique de la région Diana à Madagascar,. Elle se rencontre vers Andriakanala et dans le réserve spéciale de Manongarivo.

## Description
Le mâle holotype mesure 7,81 mm et la femelle paratype 8,50 mm, les mâles mesurent de 7,81 à 8,60 mm et les femelles de 8,50 à 10,10 mm.

## Étymologie
Le nom de cette espèce est une référence au tableau de René Magritte "Ceci n'est pas une pipe" car selon l'artiste qui a dessiné le genre Zorascar dans l'étude d'Henrard et al., l'extension cymbiale rappellerai la forme d'une pipe.

## Systématique et taxinomie
Cette espèce a été décrite par Henrard, Griswold et Jocqué en 2024.

## Publication originale
- Henrard, Griswold & Jocqué, 2024 : « On new genera and species of crack-leg spiders (Araneae, Udubidae) from Madagascar. » European Journal of Taxonomy, vol. 966, p. 1-80 (texte intégral).